# أنجيلا دو مورييه
أنجيلا دو مورييه (بالإنجليزية: Angela du Maurier)‏ (1 مارس 1904، لندن في المملكة المتحدة - 5 فبراير 2002، لندن في المملكة المتحدة)؛ كاتِبة وروائية بريطانية.